# James Moynihan
James Michael Moynihan (ur. 16 lipca 1932 w Rochester, Nowy Jork, zm. 6 marca 2017 w Syracuse) – amerykański duchowny katolicki, biskup Syracuse w latach 1995-2009.

## Życiorys
Do kapłaństwa przygotowywał się w Rzymie w Kolegium Ameryki Płn i na Uniwersytecie Gregoriańskim, gdzie uzyskał doktorat z prawa kanonicznego z wynikiem summa cum laude. Święcenia kapłańskie otrzymał 15 grudnia 1957 w kaplicy Kolegium z rąk ówczesnego rektora abp. Martina O’Connora i inkardynowany został do rodzinnej diecezji Rochester. Od 1967 roku kanclerz tej diecezji. W roku 1993 otrzymał tytuł prałata.
4 kwietnia 1995 papież Jan Paweł II mianował go ordynariuszem sąsiedniej diecezji z siedzibą w Syracuse. Sakry udzielił mu ówczesny metropolita kard. John Joseph O’Connor. Na emeryturę przeszedł 21 kwietnia 2009.